# Песчаные змеи
Песчаные змеи (лат. Psammophis) — род змей из семейства Psammophiidae.

## Описание
Стройные и подвижные змеи длиной тела до 2,2 м. Чешуи на теле гладкие, с одной апикальной порой. Голова узкая и заострённая, слабо ограничена от шеи. В области межносовых и предлобных щитков её поверхность вогнута. Глаза крупные, с круглым зрачком. По строению зубного аппарата относятся к заднебороздчатым змеям. Подхвостовые чешуи двурядные.
Активны днём. Питаются мелкими позвоночными, некоторые виды только ящерицами. Откладывают 3—20 яиц вытянутой формы.

## Распространение
Населяют аридные территории, в том числе песчаные пустыни. Виды рода распространены в Африке, Южной, Западной и Центральной Азии, индокитайская песчаная змея проникает на восток до Вьетнама. На территории бывшего СССР встречаются два вида: в странах Закавказья, Средней Азии и на юге Казахстана распространена стрела-змея, на юге Туркмении — песочная змея. Яд змей обоих этих видов для человека не опасен, хотя может вызывать боль в месте укуса.

## Виды
Род включает 33 вида:
- Psammophis aegyptius Marx, 1958 — египетская песчаная змея
- Psammophis afroccidentalis Trape, Böhme & Mediannikov, 2019
- Psammophis angolensis (Bocage, 1872) — ангольская песчаная змея
- Psammophis ansorgii Boulenger, 1905
- Psammophis biseriatus Peters, 1881 — факельная песчаная змея
- Psammophis brevirostris Peters, 1881
- Psammophis condanarus (Merrem, 1820) — индокитайская песчаная змея
- Psammophis crucifer (Daudin, 1803) — крестовидная песчаная змея
- Psammophis elegans (Shaw, 1802) — стройная песчаная змея
- Psammophis indochinensis Smith, 1943
- Psammophis jallae Peracca, 1896 — родезийская песчаная змея
- Psammophis leightoni Boulenger, 1902
- Psammophis leithii Günther, 1869 — пакистанская песчаная змея
- Psammophis leopardinus Bocage, 1887
- Psammophis lineatus Duméril, Bibron & Duméril, 1854
- Psammophis lineolatus (Brandt, 1836) — стрела-змея
- Psammophis longifrons Boulenger, 1890
- Psammophis mossambicus Peters, 1882
- Psammophis notostictus Peters, 1867 — пятнистоспинная песчаная змея
- Psammophis orientalis Broadley, 1977
- Psammophis phillipsi (Hallowell, 1844)
- Psammophis praeornatus (Schlegel, 1837)
- Psammophis pulcher Boulenger, 1895
- Psammophis punctulatus Duméril, Bibron & Duméril, 1854 — крапчатая песчаная змея
- Psammophis rukwae Broadley, 1966
- Psammophis schokari (Forsskål, 1775) — песочная змея, или зериг, или зеринге
- Psammophis sibilans (Linnaeus, 1758) — свистящая песчаная змея
- Psammophis subtaeniatus Peters, 1882 — изменчивая песчаная змея
- Psammophis sudanensis Werner, 1919
- Psammophis tanganicus Loveridge, 1940
- Psammophis trigrammus Günther, 1865 — намибийская песчаная змея
- Psammophis turpanesis Chen, Li, Cai, Li, Wu & Guo, 2021
- Psammophis zambiensis Hughes & Wade, 2002

## Галерея

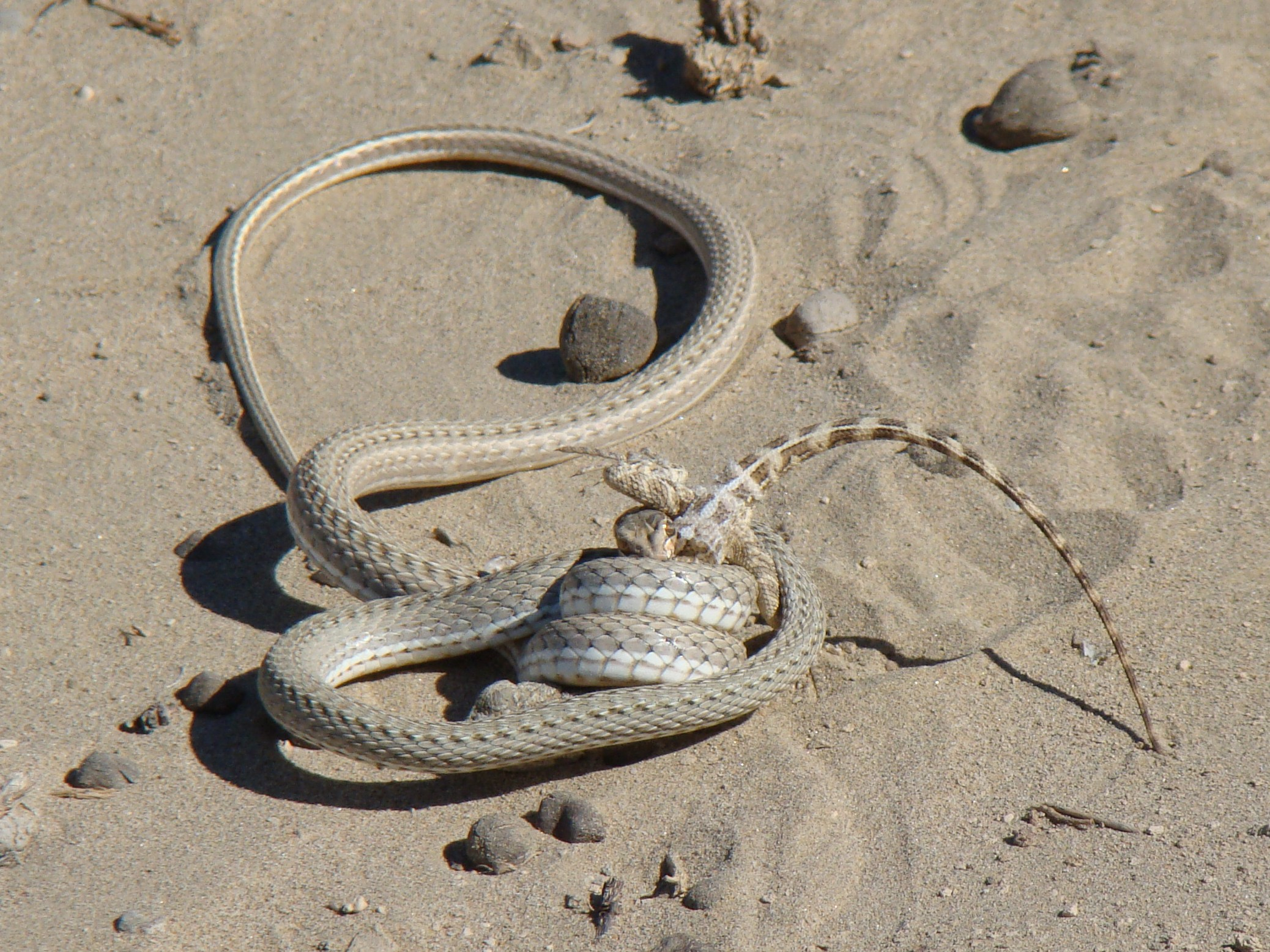
Стрела-змея (Psammophis lineolatus) поймала молодую степную агаму
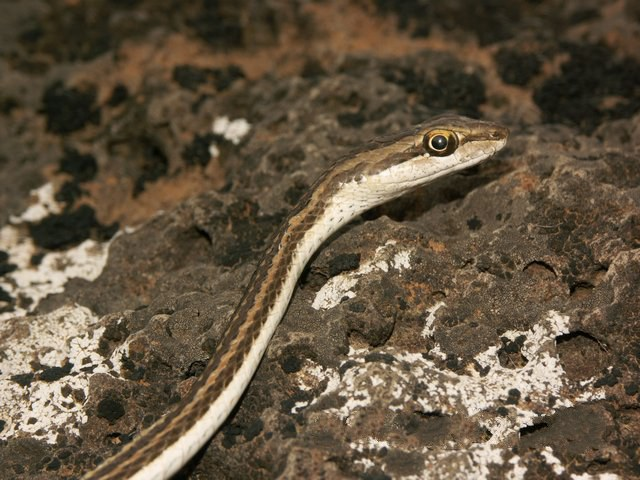
Песочная змея (Psammophis schokari)
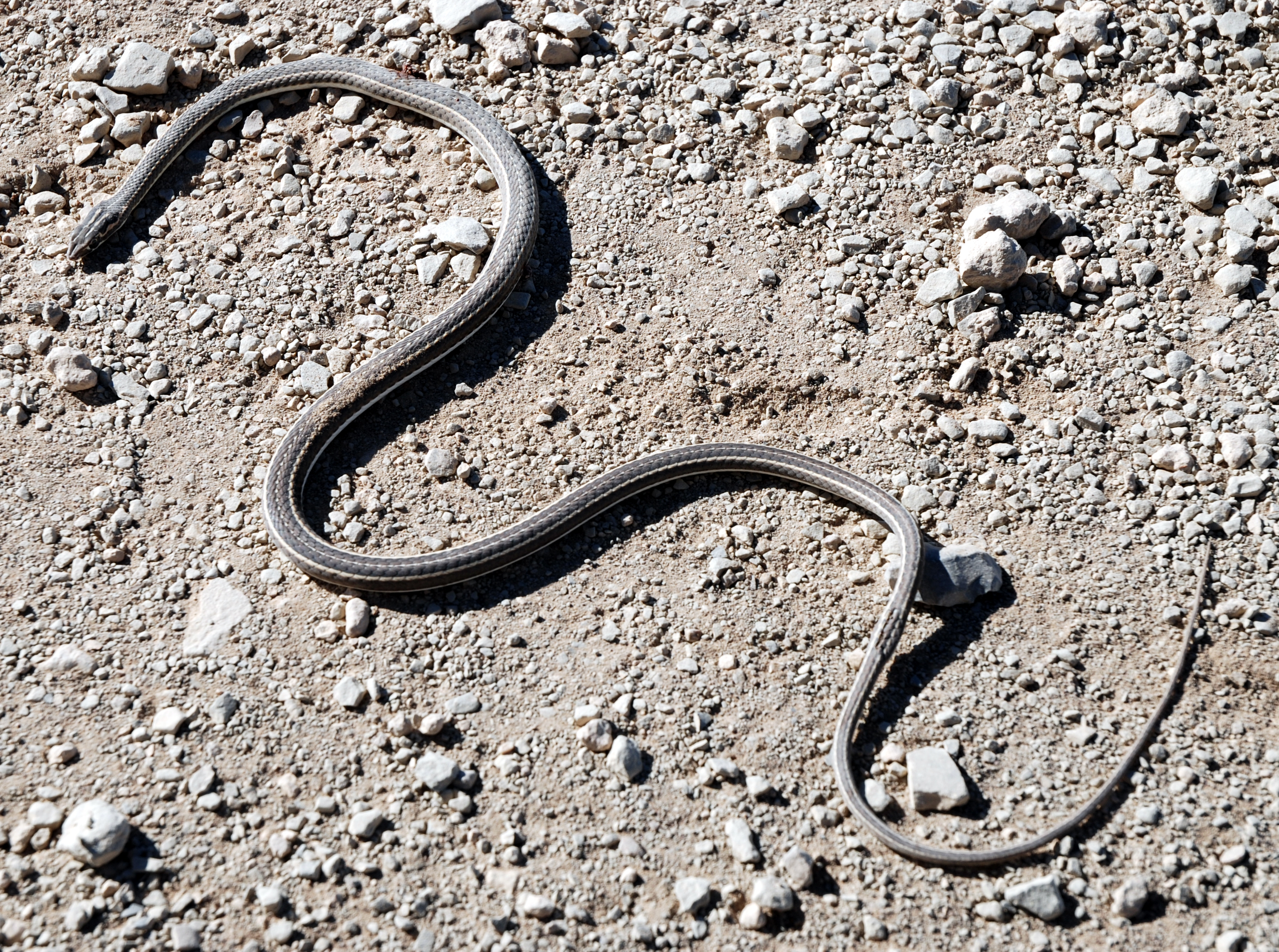
Psammophis leightoni, обитает на юге Африки